# Veliki Ban
Veliki Ban este o localitate din comuna Šentjernej, Slovenia, cu o populație de 61 de locuitori.